# Siale ʻAtaongo Kaho
Siale ʻAtaongo Kaho, Lord Tuʻivakano, né le 15 juillet 1952 à Niutoua, Tongatapu, est un homme d'État tongien, membre de la haute noblesse du royaume des Tonga. Après avoir occupé plusieurs postes au gouvernement, il est Premier ministre du 21 décembre 2010 au 29 décembre 2014. Il est le premier chef de gouvernement des Tonga élu par l'Assemblée législative plutôt que nommé par le roi.

## Biographie

### Titre
Siale ʻAtaongo Kaho est le dix-septième tenant du titre de Lord Tuʻivakano, l'ayant hérité de son père en janvier 1986. Le domaine associé au titre rassemble les villages de Nukunuku, Matahau, Vaotuʻu et Matafonua, dans la partie ouest de Tongatapu. Il y préside des réunions mensuelles, recevant les rapports des activités de ces villages, avalisant tout projet et gérant la résolution de problèmes.

### Formation et carrière
Éduqué à Auckland, en Nouvelle-Zélande, il obtient un diplôme d'aptitude à enseigner en 1974, puis retourne aux Tonga pour se lancer dans l'administration. Il est nommé, cette même année, à la tête du Département d'Éducation physique au Ministère de l'Éducation. En 1988, il reprend ses études, à l'Université Flinders, en Australie, et y obtient une licence de sciences politiques en 1991. De 1992 à 1996, il est haut fonctionnaire au Ministère de l'Éducation, de la Jeunesse et des Sports, tout en étant professeur d'éducation physique en lycée, avant de commencer une carrière politique. Il fait son entrée à l'Assemblée nationale monocamérale en 1996, en tant qu'élu de la haute noblesse, représentant Tongatapu,,,,.
Au cours des années 1990, il s'implique également dans l'administration sportive, présidant plusieurs associations dont la Fédération tongienne de Rugby à XIII ; il est également vice-président du Comité national olympique tongien.

### Carrière politique
Il est président de l'Assemblée législative (Speaker) de 2002 à 2004.
En mars 2005, il est nommé ministre du Travail, dans le gouvernement du Premier ministre, le prince ʻUlukalala Lavaka Ata. L'année suivante, en mai, il devint Ministre de la Formation, de l'Emploi, de la Jeunesse et des Sports, sous le Premier ministre Feleti Sevele.
Aux élections législatives de 2010, il conserve son siège de député, et présente sa candidature au poste de Premier ministre. À la suite de réformes constitutionnelles, le Premier ministre devait désormais être élu par le Parlement, et non plus nommé par le Roi. Le seul autre candidat est le roturier ʻAkilisi Pohiva, pour le Parti démocrate des Îles des Amis, disposant de douze sièges sur vingt-six à l'Assemblée. Pohiva recueille douze voix, ceux des députés de son parti. Les quatorze autres députés -soit les neuf représentants de la noblesse et les cinq députés roturiers sans étiquette- portent leur suffrage sur Tuʻivakano, qui est ainsi élu. Son élection fut décrite comme une apparente « victoire pour les traditionalistes » ; le journal australien The Age qualifie Tuʻivakano de « conservateur ». Outre la fonction de Premier ministre, il exerce celles de ministre de la Défense, ministre des Affaires étrangères et ministre de l'Information et des Communications.
À la suite des élections législatives de novembre 2014, où il conserve son siège de député représentant la noblesse de Tongatapu, il ne brigue pas de nouveau mandat à la tête du pays, acceptant l'idée qu'un roturier doive lui succéder comme Premier ministre. Le 29 décembre, l'Assemblée choisit ʻAkilisi Pohiva comme Premier ministre et, le même jour, confie à Lord Tuʻivakano la présidence de l'Assemblée.
En août 2017, il porte à l'attention du roi Tupou VI ses inquiétudes concernant le gouvernement Pohiva, notamment le projet de loi visant à transférer du roi au conseil des ministres le pouvoir de nommer le procureur général et le chef de la police, ainsi que l'apparente intention du Premier ministre de signer des accords internationaux (la Convention sur l'élimination de toutes les formes de discrimination à l'égard des femmes et le traité de libre-échange régional PACER Plus) sans demander l'accord du roi. Le roi dissout l'Assemblée et convoque des élections législatives anticipées, remportées largement par les démocrates d'ʻAkilisi Pohiva.
Le 9 mars 2020, la Cour suprême reconnaît Lord Tuʻivakano coupable de parjure, pour avoir menti pour aider deux Chinois à obtenir chacun un passeport tongien en 2015. Elle le reconnaît également coupable de possession illégale d'une arme à feu et de munitions. Le 24 avril il est condamné à une amende de 4 000 paʻanga (€ 1 600), et à deux ans de prison avec sursis,.